# Глазенко, Матрёна Аксентьевна
Матрёна Аксентьевна Глазенко — советский хозяйственный, государственный и политический деятель, Герой Социалистического Труда.

## Биография
Родилась в 1916 году в селе Забара (ныне — Андрушёвский район Житомирской области). Член КПСС с 1968 года.
С 1936 года — на хозяйственной, общественной и политической работе. В 1936—1980 гг. — колхозница, телятница племзавода имени Ильича Кеминского района Киргизской ССР.
Указом Президиума Верховного Совета СССР от 22 марта 1966 года присвоено звание Героя Социалистического Труда с вручением ордена Ленина и золотой медали «Серп и Молот».
Избиралась депутатом Верховного Совета СССР 7-го созыва.
С 1969 года — персональный пенсионер союзного значения. Проживала в посёлке Ильича Кеминского района. Позже переехала в Ленинград.
Умерла в 1990 году.